# جون إي بالدوين
جون إي بالدوين (بالإنجليزية: John E. Baldwin )‏ (و. 1931 – 2010 م) هو عالم فلك وكان عضواً في الجمعية الملكية .
توفي عن عمر يناهز 79 عاماً.

## التعليم
تعلم في كلية كوينز

## جوائز
حصل على جوائز منها:
- وسام جاكسون وجويلت (2001)
- زميل في الجمعية الملكية.